# Calendari de la República de la Xina

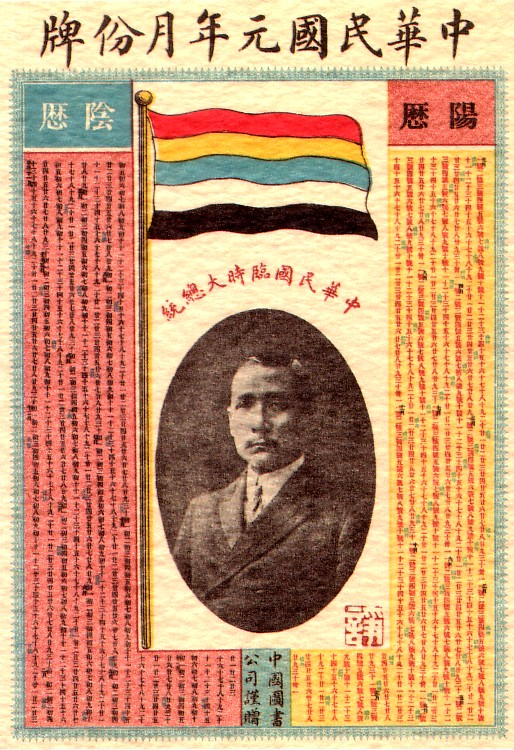
Un calendari que commemora el primer any de la República alhora que l'elecció de Sun Yat-sen com al President provisional.

El calendari de la República de la Xina (o calendari Minguo, 民國) és el calendari emprat a la República de la Xina. Fou instaurat amb relació a la data de fundació de la República de la Xina: el 1911. Així, l'any 2011 del calendari gregorià és l'any 100 del calendari republicà. El 2006 el govern, el Partit Progressista Democràtic, es plantejà retirar el seu ús oficial i utilitzar solament el gregorià per a evitar confusions.